# Pink Revolution
Pink Revolution è il terzo album in studio del girl group sudcoreano Apink, pubblicato nel 2016.

## Tracce
1. Only One (내가 설렐 수 있게) – 3:13 (testo: Black Eyed Pilseung – musica: Black Eyed Pilseung)
2. Oh Yes – 3:23 (testo: Beom & Nang – musica: Beom & Nang)
3. Boom Pow Love – 3:16 (testo: Beom & Nang, Chang Hye-won – musica: Jin By Jin, Anne Judith Stokke Wik, Nermin Harambasic, Hayley Aitken, Remee Jackson)
4. Fairy – 4:11 (testo: Jang Yun-jeong – musica: 검은띠뮤직(B.B.M))
5. Drummer Boy – 3:36 (testo: Lee Woo-Min 'collapsedone', Mayu Wakisaka – musica: Lee Woo-Min 'collapsedone', Mayu Wakisaka)
6. To. Us – 3:34 (testo: Chorong – musica: Jang Jeong-seok, Yun Jong-seong, Ayaka Miyake)
7. Ding Dong – 3:48 (testo: Zigzag Note, Kang Myeong-sin, 노는어린이 – musica: Zigzag Note, Kang Myeong-sin)
8. Catch me – 3:42 (testo: Beom & Nang – musica: Beom & Nang)
9. The Wave (네가 손짓해주면) – 4:19 (testo: Kim Jin-hwan, ChoRong – musica: Kim Jin-hwan)

## Classifiche
| Classifica (2016) | Posizione massima |
| ----------------- | ----------------- |
| Corea del Sud     | 2                 |